# Fabian Wagner
Fabian Wagner (* 25. April 1978 in München) ist ein deutscher Kameramann und Filmeditor.

## Leben
Wagner studierte an der Northern Film School in Leeds und schloss das Studium mit dem Master-Examen ab. Seit 2004 wurde er als Kameramann zunächst für Musikvideos und Kurzfilme engagiert. Wagner hat bis 2014 fast ausschließlich für britische Gesellschaften Filme gedreht. Seit 2008 arbeitete er regelmäßig für Fernsehserien der BBC und für ITV für Sherlock – Ein Skandal in Belgravia wurde Wagner 2012 für einen Emmy-Award nominiert. Ab 2014 war er Mitglied im Kamerateam der Serie Game of Thrones, sein erstes Engagement für einen US-amerikanischen Kabelsender. 2015 wurde er für die 8. Episode der 5. Staffel von Game of Thrones für den American Society of Cinematographers Award und ein weiteres Mal für den Emmy nominiert. Seit 2015 ist er Director of Photography der Serie.
Wagner ist Mitglied der British Society of Cinematographers (BSC) und der American Society of Cinematographers (ASC).
Wagner arbeitet direkt mit der Kamera, sein besonderes Interesse gilt aber ebenso der Postproduktion. Wagner lebt in München und in den USA.

## Filmografie (Auswahl)
Filme erst nach Veröffentlichung
- 2008: Spooks: Code 9 (Fernsehserie, 6 Folgen)
- 2009: Ashes to Ashes – Zurück in die 80er (Ashes to Ashes, Fernsehserie, 2 Folgen)
- 2009: The Street (Fernsehserie, 2 Folgen)
- 2009: The Fixer (Fernsehserie, 2 Folgen)
- 2009–2011: Hustle – Unehrlich währt am längsten (Hustle, Fernsehserie, 6 Folgen)
- 2010: Spooks – Im Visier des MI5 (Spooks, Fernsehserie, 2 Folgen)
- 2010: Survivors (Fernsehserie, 2 Folgen)
- 2010–2012: Accused – Eine Frage der Schuld (Accused, Fernsehserie, 6 Folgen)
- 2011: Inspector Banks (Fernsehserie, 2 Folgen)
- 2011: Scott & Bailey (Fernsehserie, 4 Folgen)
- 2011: Frankenstein’s Wedding … Live in Leeds (Fernsehfilm)
- 2012: Mrs Biggs (Fernsehserie, 4 Folgen)
- 2012: Sherlock: Ein Skandal in Belgravia (A Scandal in Belgravia, Fernsehfilm)
- 2012: Sherlock: Die Hunde von Baskerville (The Hounds of Baskerville, Fernsehfilm)
- 2012: Sherlock: Der Reichenbachfall (The Reichenbach Fall, Fernsehfilm)
- 2012: Sindbad (Fernsehserie, 3 Folgen)
- 2013: The White Queen (Fernsehserie, 4 Folgen)
- 2013–2014: Da Vinci’s Demons (Fernsehserie, 5 Folgen)
- 2014–2019: Game of Thrones (Fernsehserie, 8 Folgen)
- 2015: Die Legende von Barney Thomson (The Legend of Barney Thomson)
- 2015: Victor Frankenstein – Genie und Wahnsinn (Victor Frankenstein)
- 2016: Churchill’s Secret (Fernsehfilm)
- 2016: The Family (Fernsehserie, Folge 1x01)
- 2017: Justice League
- 2018: Operation: Overlord (Overlord)
- 2019: The Crown (Fernsehserie, 2 Folgen)
- 2021: Zack Snyder’s Justice League
- 2022: House of the Dragon (Fernsehserie, 3 Folgen)
- 2023: Young Hot Bloods, Kurzfilm
- 2024: Venom: The Last Dance

## Auszeichnungen
- 2012: Nominierung für einen Emmy in der Kategorie Outstanding Cinematography For A Miniseries Or Movie für Sherlock – Ein Skandal in Belgravia[5]
- 2014: Nominierung für den AACTA Award in der Kategorie Best Cinematography in Television für Mrs. Biggs, 3. Episode
- 2014: Nominierung für den ASC Award for Outstanding Achievement in Cinematography (TV-Serie) für Game of Thrones, “Mockingbird”
- 2015: Nominierung für einen Emmy in der Kategorie Outstanding Cinematography For Single-Camera-Series für „Hardhome“, Game of Thrones (Folge 4x08)[6]
- 2015: Nominierung für den ASC Award – Best Cinematography in Episodic TV Series für „Hardhome“, Game of Thrones (Folge 4x08)
- 2017: ASC-Award Outstanding Achievement in Cinematography in Regular Series for Non-Commercial Television für Game of Thrones („Battle of the Bastard“)[7]
- 2021: ASC-Award Outstanding Achievement in Cinematography in Episode of a One-Hour Television Series Episode: The Crown: Imbroglio (2019)